# Zerfallsenergie

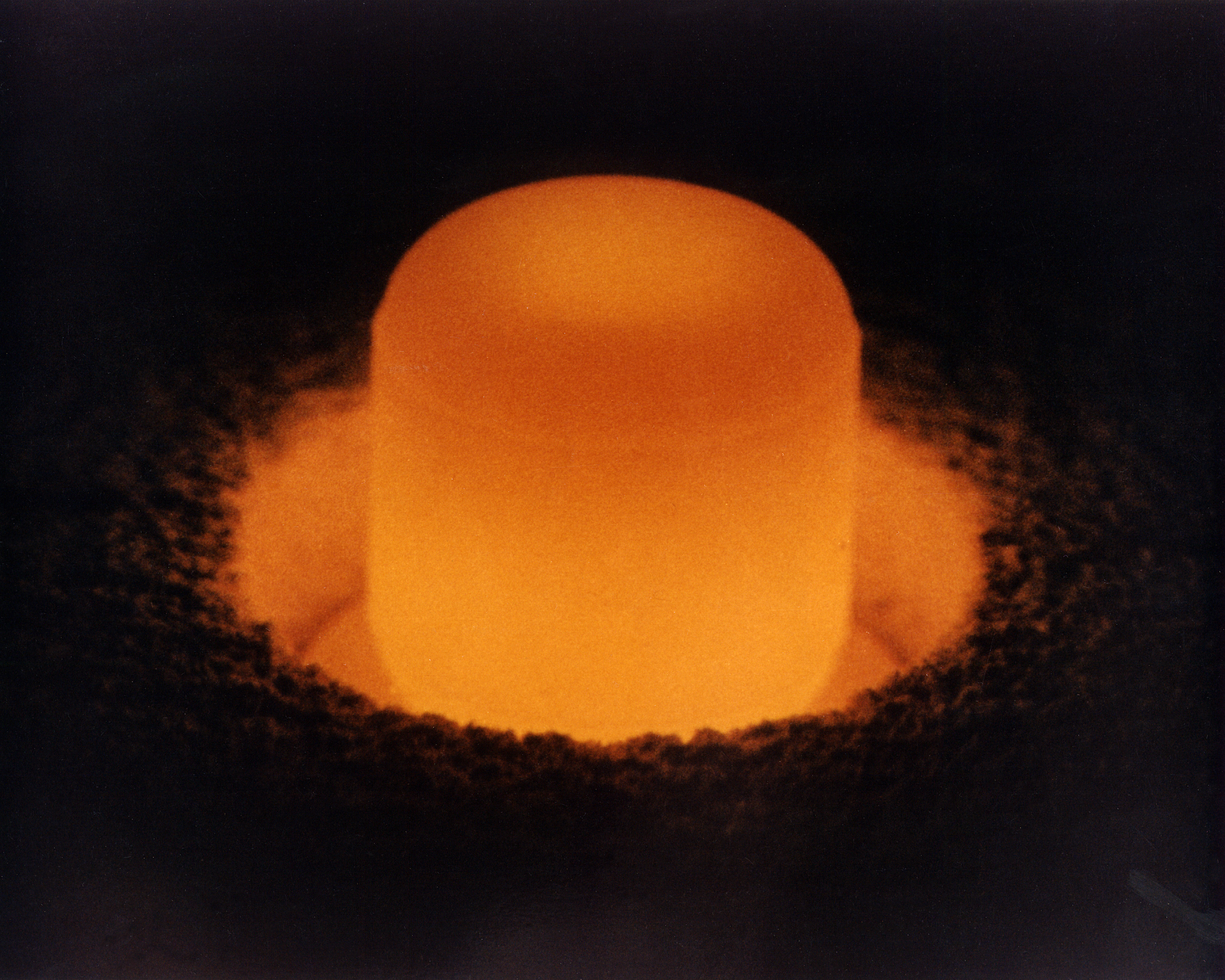
Durch Zerfallsenergie glühendes Pellet aus Plutoniumdioxid.

Zerfallsenergie (auch Zerfallswärme) ist die Energie, die beim radioaktiven Zerfall eines instabilen Atomkerns frei wird. Sie wird als kinetische Energie auf die Zerfallsprodukte und den Tochterkern übertragen, in Form von Strahlung emittiert oder als Anregungsenergie in der Elektronenhülle des verbleibenden Kerns gespeichert. Am einfachsten messbar und zumeist tabelliert ist die Energie der emittierten Alpha-, Beta- oder Gammastrahlung. Werden kalorische Untersuchungen angestellt, muss aber auch die Energie der Rückstoßkerne und die Energie eventueller Folgereaktionen (beispielsweise Elektron-Positron-Annihilation nach β+-Zerfall oder Neutroneneinfang nach der Emission von Neutronen) berücksichtigt werden.
Ein Teil der Zerfallsenergie kann auf Teilchen übertragen werden, die nur schwer nachweisbar sind. So wird beim Betazerfall jeweils ein Elektron-Antineutrino erzeugt, das einen variablen Teil der kinetischen Energie übernimmt.
Die Zerfallsenergie wird üblicherweise in Megaelektronenvolt (MeV) oder Kiloelektronenvolt (keV) gemessen. Ein Elektronenvolt (eV) ist die Energie, die ein Elektron aufnimmt, wenn es ein Elektrisches Feld der Spannung von 1 Volt durchläuft. Es entspricht etwa  1,6·10−19 J.